# Jens Heisterkamp
Jens-Peter Heisterkamp (* 1958 in Duisburg) ist ein deutscher anthroposophischer Autor.

## Leben
Heisterkamp  studierte Geschichte und Literaturwissenschaft an der Ruhr-Universität Bochum und promovierte 1988 bei Jörn Rüsen im Bereich Neuere Geschichte zum Dr. phil.
Seit 1995 arbeitet Heisterkamp als leitender Redakteur der Zeitschrift Info3 – Anthroposophie im Dialog sowie als Lektor und Verleger im Info3 Verlag Frankfurt am Main, der 2016 das Buchprogramm des Mayer Verlags übernommen hat. Er ist Autor und Herausgeber von Büchern, die sich mit Themen wie Zeitgeschichte, Spiritualität und Ethik befassen.
Heisterkamp war Vorstandsmitglied des Fördervereins Dialoge für Anthroposophie e. V. und Beiratsmitglied in der Stiftung Lauenstein. Er lebt in Frankfurt am Main.

## Schriften
- Weltgeschichte als Menschenkunde. Untersuchungen zur Geschichtsauffassung Rudolf Steiners, Edition Spicker Wissenschaft, Gideon Spicker Verlag, Dornach 1989.
- Wissen oder Weisheit. Ethische Perspektiven im Zeitalter der Biotechnologie, Edition Tertium, Ostfildern 1997.
- Auslaufmodell Mensch? Drei Studien, Amthor Vlg., Heidenheim 2000.
- Was ist Anthroposophie? Einladung zur Entdeckung des Menschen, Vlg. am Goetheanum, Dornach 2000.
- Unterwegs zu Novalis. Ein literarischer Reiseführer (mit Michael Pechmann), Vlg. am Goetheanum, Dornach 2001.
- als Hrsg.: Die Jahrhundertillusion. Wilsons Selbstbestimmungsrecht der Völker, Steiners Kritik und die Frage der nationalen Minderheiten, Info3-Verlag, Frankfurt a. M. 2002.
- als Hrsg.: Kapital = Geist. Pioniere der Nachhaltigkeit: Anthroposophie in Unternehmen. Zwölf Porträts, Info3-Verlag, Frankfurt a. M. 2009.
- als Hrsg.: Anthroposophische Spiritualität: Denken, Meditation und geistige Erfahrung bei Rudolf Steiner. Eine Einführung, Vlg. Mayer/Info3, Frankfurt a. M. 2014.
- Schöne neue Wirklichkeit. Sieben post-faktische Denkblockaden und ihre Überwindung, Info3 Verlag, Frankfurt a. M. 2017
- zusammen mit Abdullah Takim: Gott gehört der Osten und der Westen. Islamisches Denken im Dialog, Info3 Verlag, Frankfurt a. M. 2019
- Karma neu denken. Wiederverkörperung und Schicksal als Herausforderung für die Vernunft. Info3-Verlag, Frankfurt 2023, ISBN 978-3-95779-191-7.